# Dynomak
En dynomak er høj beta spheromak
fusionsreaktordesign udviklet af University of Washington finansieret af United States Department of Energy.
Dynomak reaktoren vil være meget mindre end tokamak reaktordesign (ITER).
Projektet startede som et undervisningsprojekt af UW professor Thomas Jarboe. Derefter blev designet fortsat af Jarboe og PhD-studerende Derek Sutherland, som tidligere havde arbejdet med reaktordesign med MIT.
I modsætning til andre fusionsreaktordesign (såsom ITER som er ved at blive bygget i Frankrig), vil Dynomak, ifølge dens bygningsteam, være sammenlignelig i pris med et konventionelt kulkraftværk.
Prototypen er i øjeblikket ved UW med en størrelse på omkring en tiendedel af et kommercielt projekt, og er i stand til vedvarende at holde plasma effektivt indesluttet. Højere output vil kræve at prototypen skaleres op og benytter højere plasmatemperaturer.
En prisanalyse blev udgivet i april 2014 og detaljerede resultater bliver præsenteret ved International Atomic Energy Agency's Fusion Energy Conference d. 17. oktober 2014.
Aktuelle resultater ved Innovative Confinement Concepts Workshop i 2014 viser en ydelse af HIT-SI high Beta spheromak arbejdende ved plasmatætheder på 5E19 m^-3, temperaturer ved 60 eV - og maksimum arbejdstider på 1,5 mSek. Ingen indeslutningstider er blevet givet. Ved disse temperaturer forventes ingen fusion reaktioner, vedligeholdelse, alpha opvarmning - eller neutron produktion.